# Scandalo dei petroli (1979)
Lo scandalo dei petroli o scandalo dei duemila miliardi fu un caso politico-finanziario scoppiato all'inizio degli anni ottanta in Italia.

## Storia
La guerra del Kippur dell'autunno 1973 portò i paesi arabi membri dell'OPEC a ridurre le esportazioni di petrolio all'intero occidente, facendone aumentare nettamente il prezzo per ogni barile e portando a un lungo periodo di alta inflazione generale. L'approvvigionamento di sufficienti scorte di idrocarburi per l'economia nazionale era diventato un obiettivo di fondamentale importanza, nel mentre in tutto l'Occidente veniva imposta una severa "austerity".
Il traffico clandestino di prodotti petroliferi a partire dal 1973 "interessò l’intero Nord-Italia, dalla Lombardia al Veneto, dal Piemonte alla Liguria e si estese fino al centro della penisola. Per lo Stato, molte migliaia di miliardi di lire di evasione delle Imposte di Fabbricazione previste dalla legge sui derivati del petrolio. Tutto venne scoperto - pur tra mille difficoltà ed ostacoli - dalla Magistratura di Torino e di Treviso, con l’aiuto decisivo di sottufficiali e ufficiali della Guardia di Finanza che non cedettero alle pressioni della loro stessa gerarchia".
Anche in questo caso, come nel primo scandalo, ci fu un'istruttoria della commissione inquirente per fatti relativi alla nomina del comandante generale della guardia di finanza; le attività di indagine si conclusero senza l'avvio di alcun processo per reato ministeriale.
La Corte dei conti si pronunciò "per la restituzione in solido di 100 miliardi nei confronti dell'ex Comandante generale, Raffaele Giudice, e dell'ex Capo di stato maggiore della Guardia di Finanza, Donato Loprete".